# Canton ethnique (Chine)
Un canton ethnique (chinois : 民族乡 ; pinyin : mínzú xiāng ; litt. « canton de nationalité ») est un type de subdivision administrative en Chine.
C'est une structure intermédiaire entre le canton et la commune, elle a la particularité d'être gérée par la minorité locale majoritaire du canton.
Les assemblées populaires locales ont la possibilité de gérer les affaires locales, et de nommer ou destituer des agents locaux à leur canton ethnique.